# Pikárdiai spániel
Az pikárdiai spániel (Epagneul Picard) egy francia kutyafajta.

## Történet
Kialakulása az 1700-as évekre tehető. Régi francia spánielfajta, amely nyilvánvaló rokonságot mutat a szetterekkel. Közeli rokonságban állhat a francia spániellel , de azokhoz hasonlóan pontos származása tisztázatlan. Kitűnően használható vízimadarak apportírozására. Főként a franciaországi Picardie mocsaras területein dolgoznak vele. 

## Külleme
Marmagassága 56-61 centiméter, tömege 20 kilogramm. Különleges ismertetőjele, hogy szőrzetében három szín változik, a cser, a májbarna és a fehér. 

## Képgaléria

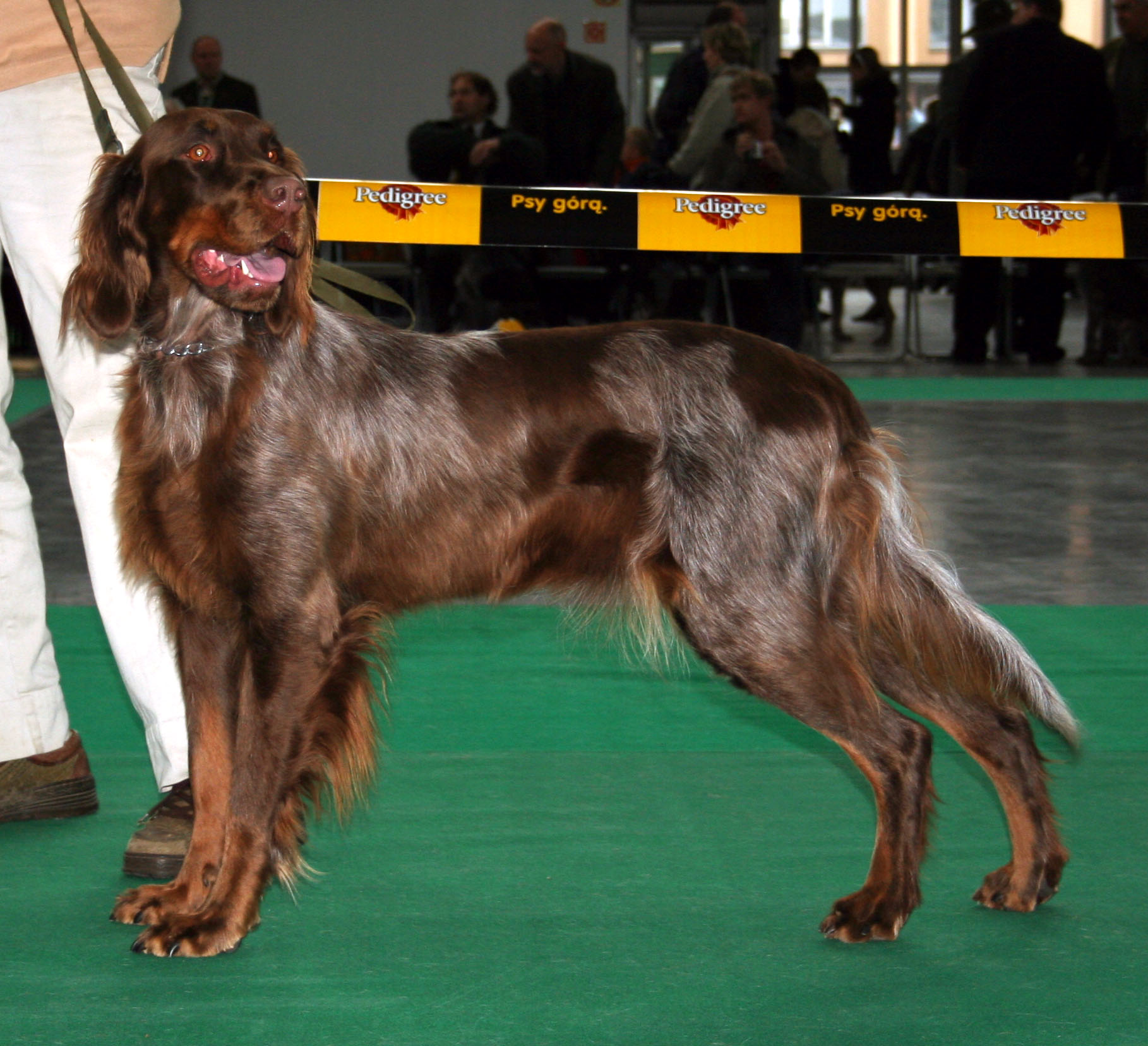

## Jelleme
Természete barátságos és értelmes. 